# 최석정
최석정(崔錫鼎, 1646년 7월 2일(음력 5월 20일)~1715년 12월 6일(음력 11월 11일))은 조선 후기의 문신이다. 본관은 전주, 초명은 석만(錫萬), 자는 여시(汝時)·여화(汝和), 호는 존와(存窩)·명곡(明谷)이다. 시호는 문정(文貞)이다. 시인인 최수철(崔守哲)은 그의 종손(從孫: 형이나 아우의 손자)이다.
서인의 일원이었으나 김익훈, 김석주의 역모 날조 사건에 반대하여 서인의 분당 시 소론이 되었다. 또한 1694년부터 제한적이지만 남인을 등용하는 정책을 펼쳤다. 1680년(숙종 6년) 보사원종공신 1등(保社原從功臣一等)에, 1728년(영조 5) 이인좌의 난 진압 직후 분무원종공신 1등(奮武原從功臣一等)에 책록되었다.

## 생애
영의정을 지냈던 완성부원군(完城府院君) 최명길의 손자이다. 최명길은 조선시대 병자호란 당시 주화론을 주장한 주화파의 대표로서 후금과 화친 정책을 펼치려 했으나 실패한 인물이다. 여러 요직을 거쳤고, 부제학, 대사성, 도승지를 하고 홍문관제학, 이조참판, 대사헌을 거쳐 이조판서, 대제학을 하다가 우의정과 좌의정을 거쳐서 1701년 영의정이 되었다. 그는 1694년 이후 남인에 대한 제한적인 서용 정책을 펼쳤다.
1701년 10월 희빈 장씨가 사사된 직후, 불안감과 신분의 위협을 느낀 세자 균(훗날의 경종)이 눈물을 흘리며 도와줄 것을 청하자, 최석정, 남구만 등은 어찌 신들이 군부의 은혜를 잊겠느냐며 세자의 손을 잡아주었다. 반면 노론 신하들은 세자 균을 싸늘하게 외면했다 한다.
1710년 영의정을 그만둔 이후 1710년~1715년에 《구수략》을 지었을 것으로 추측되는데, 여기에는 기존에 전해진 수학 지식을 체계적으로 정리한 내용과 전혀 새로운 독창적 내용이 함께 수록되어있다. 특히 《구수략》의 마지막 권에는 마방진, 직교 라틴 방진, 그리고 지수귀문도 등 사각형이나 육각형 모양의 수의 구성도가 많이 수록되어 있는데, 이들은 모두 최석정의 탁월한 수학적 직관력과 수학 이론의 독창성을 잘 나타내고 있다. 최석정은 2013년에 국립과천과학관의 과학기술인 명예의 전당에 헌정되었다.
1680년(숙종 6년) 보사원종공신 1등(保社原從功臣一等)에 책록되었다. 1728년(영조 5) 이인좌의 난 진압 직후 분무원종공신 1등(奮武原從功臣一等)에 책록되었다.

## 산학원본
《산학원본(算學原本)》은 양휘산법과 산학계몽(算學啓蒙)의 계산법을 설명한 책으로 조선시대 박율(朴繘)이 편찬하였으며 그의 아들 박두세(朴斗世)가 1700년에 간행하였다.
최고위 관료였던 최석정이 산학원본의 서문을 써준 것은 매우 흥미로운 일인데, 최석정이 젊은 시절부터 수학에 깊은 관심을 가지고 있음을 스스로 밝히고 있다.
從朴牧使斗世氏, 得其先大夫所著筭學原本一書, 而觀之儘數家之閫奧也.

목사(牧使) 박두세로부터, 그의 아버지가 지은 산학원본 한 권을 얻어 읽어보니, 수학의 깊은 경지를 다한 것이었다.

余少時, 訪任郡守濬氏. 論及九數,

내가 젊었을 때 군수 임준(任濬)씨를 방문하여, 구수에 대하여 논급했다.

朴丈, 邃於經學, 旁通曆象, 惜其名位之未大顯也.

박장(박율)은 경학에 깊고, 역상에 널리 통하여, 그 명성이 크게 드러나지 못한 것이 안타깝다.

牧使君以才業世其家, 方宰晉陽, 謀入梓, 廣其傳. 余爲之, 精加校訂, 俾游蓺者, 有以沿求云.

목사군(박두세)이 재업으로 그 집안의 대를 이어(수학을 공부), 바야흐로 진양에서 수령을 하는데, 판각하여 그 아버지의 책을 널리 전하기를 꾀하니, 내가 그를 위하여 교정을 자세히 하고, 유예자(수학을 즐겨 공부하는 사람)로 하여금 찾아 구함이 있게 하려 한다.

歲庚辰孟秋完山崔錫鼎汝和甫序

경진년(1700년) 음력 7월) 최석정 여화가 서문을 쓰다.

## 연구
한양대학교의 김용운이 1974년 최석정의 마법진에 대한 논문을 썼다.
1983년에 일본인 학자 히라야마 아키라(平山諦)가 《数学史研究》（日本数学史学会編）의 99호에 Magic Squares on Ku su Ryak by Chai Suk-Jong(崔錫鼎の九数路の方陣) 라는 논문을 썼다.
최석정은 Roger Cooke의 The History of Mathematics: A Brief Course(1997)에도 소개된 적이 있는데 아깝게도 2005년 판에서는 빠졌다. 하지만 최석정의 9차 직교 라틴 방진은 2007년 Chapman & Hall/CRC에서 출판된 Handbook of Combinatorial Designs(2판)에도 소개되었고, 이는 오일러의 직교 라틴 방진보다 적어도 67년을 앞선 내용으로, 현존하는 기록상 세계 최초라고 인정받은 셈이며, 그 경과는 2008년 과학동아 8월호에 소개되었다.
최근에는 대만 학술원의 Ko-Wei Lih 교수가 최석정에 대해 A Remarkable Euler Square before Euler라는 논문을 써서 미국수학협회(Mathematical Association of America)가 발행하는 Mathematics Magazine 2010년 6월호의 첫 번째 논문으로 발표되었다. 뒤를 이어서 대만 輔仁大學에서는 王靖貽라는 학생이 졸업논문으로 《최석정방진》이라는 석사학위논문을 제출하였다.
Oxford University Press가 2013년 발간한 Combinatorics : Ancient & Modern, 저자 Ronald Graham, John J. Watkins, Robin Wilson, 에서도
최석정을 언급하였다.

## 가족 관계
- 고조부 : 최수준(崔秀俊)
  - 증조부 : 최기남(崔起南)
    - 할아버지 : 최명길(崔鳴吉)
      - 아버지 : 최후량(崔後亮)
      - 어머니 : 광주 안씨 - 안중임(安仲任, 1621 ~ 1673)[3]
        - 형님 : 최석진(崔錫晉)
        - 동생 : 최석항(崔錫恒)

      - 양아버지 : 최후상(崔後尙)
      - 양어머니 : 허인(許嶙)의 딸
        - 부인 : 경주 이씨 - 이경억(李慶億, 1620 ~ 1673)[4]의 딸
          - 아들 : 최창대(崔昌大, 1669 ~ 1720)

## 저서
- 《구수략(九數略)》
- 《참동계발(參同契跋)》[5]

## 미디어에서
- 《장희빈》 (SBS) - 문회원
- 《장희빈》 (KBS2) - 민욱

## 같이 보기
- 마방진
- 지수귀문도
- 청주 최석정 묘소
- 올해의 최석정상